# 洛爾河
洛爾河（Lol）是非洲的河流，屬於尼羅河流域的一部分，位於南蘇丹北部，河道全長約500公里，發源自毗鄰中非共和國邊境的邦戈山，最終在瓦拉布省內班提烏以西約100公里處注入基爾河。

## 外部連結
- River Lol （页面存档备份，存于）
- Lol River （页面存档备份，存于）

9°13′N 28°59′E / 9.217°N 28.983°E